# Climacoptera superba
Climacoptera superba är en insektsart som beskrevs av Bolívar, I. 1900. Climacoptera superba ingår i släktet Climacoptera och familjen vårtbitare. Inga underarter finns listade i Catalogue of Life.